# 贡山新木姜子
贡山新木姜子（学名：Neolitsea sutchuanensis var. gongshanensis）为樟科新木姜子属下的一个变种。